# Giải vô địch bóng đá nữ U-20 Bắc, Trung Mỹ và Caribe 2014
Giải vô địch bóng đá nữ U-20 Bắc, Trung Mỹ và Caribe 2014 diễn ra tại Quần đảo Cayman từ 9 tháng 1 tới 19 tháng 1 năm 2014. Ba đội tuyển đứng đầu đại diện cho khu vực Bắc, Trung Mỹ và Caribe tham dự Giải vô địch bóng đá nữ U-20 thế giới 2014.

## Vòng loại
Các đội vượt qua vòng loại:
Chủ nhà
- Quần đảo Cayman

Bắc Mỹ
- México (đặc cách)
- Hoa Kỳ (đặc cách)

Trung Mỹ (thông qua Vòng loại khu vực)
- Honduras
- Costa Rica
- Guatemala

Caribe (thông qua Vòng loại khu vực)
- Jamaica
- Trinidad và Tobago

## Vòng một
Hai đội đầu mỗi bảng lọt vào vòng đấu loại trực tiếp. Giờ thi đấu tính theo giờ địa phương (UTC−05:00).

### Bảng A
| VT | Đội        | ST | T | H | B | BT | BB | HS  | Đ | Giành quyền tham dự     |
| -- | ---------- | -- | - | - | - | -- | -- | --- | - | ----------------------- |
| 1  | Hoa Kỳ     | 3  | 3 | 0 | 0 | 19 | 0  | +19 | 9 | Vòng đấu loại trực tiếp |
| 2  | Costa Rica | 3  | 1 | 1 | 1 | 6  | 8  | −2  | 4 | Vòng đấu loại trực tiếp |
| 3  | Jamaica    | 3  | 0 | 2 | 1 | 1  | 4  | −3  | 2 |                         |
| 4  | Guatemala  | 3  | 0 | 1 | 2 | 1  | 15 | −14 | 1 |                         |

| Guatemala | 0–0      | Jamaica |
| --------- | -------- | ------- |
|           | Chi tiết |         |

| Hoa Kỳ                                              | 6–0      | Costa Rica |
| --------------------------------------------------- | -------- | ---------- |
| Horan 13', 24', 45+2', 87' · Green 61' · Jordan 81' | Chi tiết |            |

| Costa Rica                                                    | 5–1      | Guatemala     |
| ------------------------------------------------------------- | -------- | ------------- |
| Villalobos 5' · Hernández 10' · Talavera 24', 44' · Muñoz 31' | Chi tiết | Solorzano 66' |

| Jamaica | 0–3      | Hoa Kỳ                                 |
| ------- | -------- | -------------------------------------- |
|         | Chi tiết | Jordan 31' · Sullivan 41' · Meehan 82' |

| Jamaica   | 1–1      | Costa Rica |
| --------- | -------- | ---------- |
| Lawes 56' | Chi tiết | Venegas 7' |

| Hoa Kỳ | 10–0     | Guatemala |
| --- | -------- | --------- |
| Meehan 8', 57', 74' · Amack 22' · Basinger 31' · Jordan 39' (ph.đ.) · Hill 48' (ph.đ.) · Purce 54' · Weber 61', 68' | Chi tiết |           |

### Bảng B
| VT | Đội                | ST | T | H | B | BT | BB | HS  | Đ | Giành quyền tham dự     |
| -- | ------------------ | -- | - | - | - | -- | -- | --- | - | ----------------------- |
| 1  | México             | 3  | 3 | 0 | 0 | 19 | 1  | +18 | 9 | Vòng đấu loại trực tiếp |
| 2  | Trinidad và Tobago | 3  | 2 | 0 | 1 | 6  | 3  | +3  | 6 | Vòng đấu loại trực tiếp |
| 3  | Honduras           | 3  | 1 | 0 | 2 | 4  | 12 | −8  | 3 |                         |
| 4  | Quần đảo Cayman    | 3  | 0 | 0 | 3 | 0  | 13 | −13 | 0 |                         |

| Honduras | 0–2      | Trinidad và Tobago    |
| -------- | -------- | --------------------- |
|          | Chi tiết | Walker 39' · Rice 49' |

| Quần đảo Cayman | 0–6      | México                                                       |
| --------------- | -------- | ------------------------------------------------------------ |
|                 | Chi tiết | Samarzich 6', 9', 35' · Zermeño 24', 57' · Perez 83' (ph.đ.) |

| México                                                                                             | 10–1     | Honduras |
| -------------------------------------------------------------------------------------------------- | -------- | -------- |
| Pineda 3' · Orozco 19', 45+1', 75' · Perez 27' · Samarzich 52', 64', 76' · Campos 68' (ph.đ.), 87' | Chi tiết | Cruz 80' |

| Quần đảo Cayman | 0–4      | Trinidad và Tobago                                         |
| --------------- | -------- | ---------------------------------------------------------- |
|                 | Chi tiết | Camejo 2' · Bodden 18' (l.n.) · Debesette 41' · Walker 46' |

| Trinidad và Tobago | 0–3      | México                               |
| ------------------ | -------- | ------------------------------------ |
|                    | Chi tiết | Zermeño 33' · Solis 49' (ph.đ.), 77' |

| Quần đảo Cayman | 0–3      | Honduras                        |
| --------------- | -------- | ------------------------------- |
|                 | Chi tiết | Fonseca 48', 81' · Rivera 90+5' |

## Vòng đấu loại trực tiếp
|  | Bán kết                           | Bán kết |                                   |   | Chung kết | Chung kết |
|  |                                   |         |                                   |   |           |           |
|  | 17 tháng 1 năm 2014 – George Town |         |                                   |   |           |           |
|  |                                   |         |                                   |   |           |           |
|  | México                            | 3       |                                   |   |           |           |
|  | México                            | 3       | 19 tháng 1 năm 2014 – George Town |   |           |           |
|  | Costa Rica                        | 1       |                                   |   |           |           |
|  | Costa Rica                        | 1       | México                            | 0 |           |           |
|  | 17 tháng 1 năm 2014 – George Town |         | México                            | 0 |           |           |
|  |                                   | Hoa Kỳ  | 4                                 |   |           |           |
|  | Hoa Kỳ                            | Hoa Kỳ  | 4                                 | 6 |           |           |
|  | Hoa Kỳ                            |         |                                   | 6 |           |           |
|  | Trinidad và Tobago                | 0       |                                   |   |           |           |
|  | Trinidad và Tobago                | 0       | Tranh hạng ba                     |   |           |           |
|  |                                   |         |                                   |   |           |           |
|  | 19 tháng 1 năm 2014 – George Town |         |                                   |   |           |           |
|  |                                   |         |                                   |   |           |           |
|  | Costa Rica (h.p))                 | 7       |                                   |   |           |           |
|  | Costa Rica (h.p))                 | 7       |                                   |   |           |           |
|  | Trinidad và Tobago                | 3       |                                   |   |           |           |

### Bán kết
| México                                 | 3–1      | Costa Rica     |
| -------------------------------------- | -------- | -------------- |
| Zermeño 32' · Ibarra 67' · Valadez 73' | Chi tiết | Villalobos 17' |

| Hoa Kỳ                                                    | 6–0      | Trinidad và Tobago |
| --------------------------------------------------------- | -------- | ------------------ |
| Meehan 13', 65' · Jordan 27' · Amack 33', 39' · Weber 86' | Chi tiết |                    |

### Tranh hạng ba
| Costa Rica                                                                             | 7–3 (s.h.p.) | Trinidad và Tobago              |
| -------------------------------------------------------------------------------------- | ------------ | ------------------------------- |
| Monge 34' · Talavera 71' · Venegas 86' · Muñoz 94', 96' · Arias 115' · Arguedas 120+1' | Chi tiết     | Walker 16', 28' · Debesette 42' |

### Chung kết
| México | 0–4      | Hoa Kỳ                                                      |
| ------ | -------- | ----------------------------------------------------------- |
|        | Chi tiết | Sullivan 9' · Jordan 59' · Purce 68' · Fuentes 90+3' (l.n.) |